# Negre (escriptor)
|  | Per a altres significats, vegeu «Negre (desambiguació)». |

Un negre, o negre literari, és un escriptor professional el qual es contracta per escriure autobiografies, contes, articles, novel·les o altres obres en nom d'una altra persona. Sovint, rep crèdits com a col·laborador. És molt comú que polítics, actors i celebritats els contractin per escriure la història de la seva vida o redactar articles en revistes.
En el món del còmic és normal que autors consagrats recorrin a altres dibuixants perquè imitin el seu estil i facin part o la totalitat de les historietes per després publicar les pàgines amb el seu nom. També es dona el cas que l'editorial cerca d'altres autors perquè continuïn amb els personatges perquè es vol modificar els originals, augmentar la producció o s'ha trencat per algun motiu la relació amb el dibuixant original. Aquests autors a l'ombra són sempre anomenats negres. Molts dels dibuixants de còmic famosos avui en dia van començar sent els negres d'altres autors. També és habitual el terme clon, ja que el negre clona l'estil del dibuixant imitat. La negresse francesa Sophie Blandinières ha declarat: « j'assume totalement le terme de "nègre" et je le revendique »

## El negre al cinema
Dues pel·lícules recents han abordat de forma central aquest tema:
- Roman de gare (França, 2006), dirigida per Claude Lelouch, que apareix en els crèdits amb el pseudònim Hervé Picard.
- L'escriptor (França/Alemanya/Gran Bretanya, 2010), dirigida per Roman Polanski va guanyar el premi a la millor pel·lícula europea.

Dins de l'àmbit de la televisió, la sèrie de televisió catalana Plats bruts explica en el capítol Tinc talent que el personatge del Lopes (Jordi Sànchez) fa de negre del conegut escriptor Quim Monzó escrivint-li un llibre de quinze contes.